# Torre Pérez Companc
La Torre Pérez Companc (también conocida como Torre Petrobras) es un edificio en torre de oficinas de estilo moderno, ubicado en la esquina nordeste de las calles Rivadavia y Maipú, en pleno centro de la ciudad de Buenos Aires, Argentina.
Fue diseñada por los arquitectos Giselle Graci y Héctor Lavoratto, e inaugurada en 1983 para alojar la sede administrativa de la empresa petrolera PeCom (de Gregorio Pérez Companc). Ante la compra del 58,6% de la empresa por parte de la brasileña Petrobras en octubre de 2002, el edificio pasó a manos de esta última. Actualmente funciona como su sede central.

## Descripción
El edificio tiene sus plantas distribuidas alrededor de dos núcleos de servicios y columnas, adoptadas para evitar la pérdida de niveles útiles derivada del uso de casetonados gruesos.
El muro cortina que cubre gran parte de la fachada de la torre fue realizado en perfiles de aluminio anodizado con terminación exterior de acero inoxidable, con cristales de 6 mm de espesor.
La sede de Pérez Companc fue pensada como un edificio de avanzada en su momento, incoporando sistemas novedosos en la Argentina de los años 80, como regulación electrónica de la iluminación dependiendo del uso de cada área en balance con el ingreso de luz natural del exterior (mediante sensores conectados a un ordenador central); o la implementación de un sistema para modificar la presión en los pisos superiores e inferiores a alguno en el que se activara la alarma de incendios. Para enmascarar las voces en las diversas oficinas, se instaló un sistema de altavoces con música de fondo o sonido rosa.